# Branešci, Srbija
Branešci (izvirno srbsko Бранешци) je naselje v Srbiji, ki upravno spada pod Občino Čajetina; slednja pa je del Zlatiborskega upravnega okraja.

## Demografija
V naselju, katerega izvirno (srbsko-cirilično) ime je Бранешци, živi 608 polnoletnih prebivalcev, pri čemer je njihova povprečna starost 43,4 let (41,5 pri moških in 45,3 pri ženskah). Naselje ima 205 gospodinjstev, pri čemer je povprečno število članov na gospodinjstvo 3,63.
To naselje je popolnoma srbsko (glede na rezultate popisa iz leta 2002), a v času zadnjih treh popisov je opazno zmanjšanje števila prebivalcev.
|  |

| Demografija | Demografija     | Demografija     |
| Leto        | Št. prebivalcev | Št. prebivalcev |
| ----------- | --------------- | --------------- |
|             |                 |                 |
|             |                 |                 |
|             |                 |                 |
|             |                 |                 |
| 1948        | 1061            |                 |
| 1953        | 1084            |                 |
| 1961        | 1167            |                 |
| 1971        | 939             |                 |
| 1981        | 855             |                 |
| 1991        | 773             | 773             |
| 2002        | 744             | 744             |
|             |                 |                 |

| Etnična sestava po popisu iz leta 2002 | Etnična sestava po popisu iz leta 2002 | Etnična sestava po popisu iz leta 2002 | Etnična sestava po popisu iz leta 2002 | Etnična sestava po popisu iz leta 2002 |
| -------------------------------------- | -------------------------------------- | -------------------------------------- | -------------------------------------- | -------------------------------------- |
| Srbi                                   | Srbi                                   |                                        | 744                                    | 100,0%                                 |
| Neznano                                | Neznano                                |                                        | 0                                      | 0,0%                                   |